# 輪椅欖球

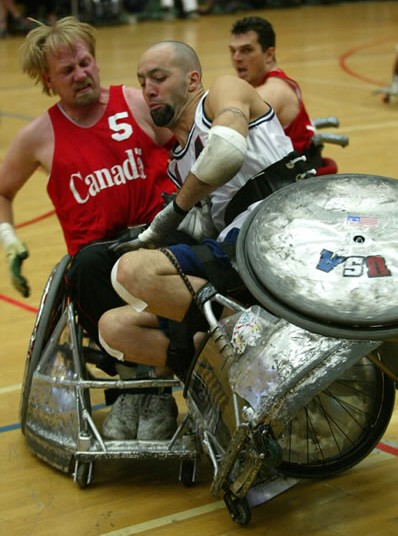
一场轮椅榄球比赛中，加拿大的加里特·希克林对抗美国的Bryan Kirkland。

輪椅欖球（英語：Wheelchair rugby）在1977年創立，是一種專為嚴重肢體傷殘人士而設的集體球類運動，它結合了欖球（英式和美式）、籃球、手球和冰上曲棍球而成一項欖球類運動。
由於比賽中選手衝突激烈，在北美又被稱為「謀殺球(Murderball)」或「殺人球」。

## 基本規則
1. 兩隊各派出四人，每位隊員中必項有男有女（只適用於殘奧會）；而傷殘分值不能超過八分，否則違例。
2. 每隊的總人數是十二名（即四名正選和八名後備）。
3. 比賽與籃球一樣，從中圈跳球（即裁判把球向上拋，當球開始下墜時，在中圈裏的兩隊各一位隊員爭奪控球權）開始。
4. 比賽時間為四節，每節八分鐘，第一節完結後有一分鐘的休息時間；當第二節完結後為上半場完，休息時間為五分鐘。第三節後的休息時間與第一節完相同，第四節完結後，如果比數相同的話便下半場完；要進行加時三分鐘的比賽。
5. 一方的球員只要能控制着轮椅的两轮並通过防守方的球门区的球门线（即是達陣）後方便可取得一分；最多分數的一方為勝方。

## 外部連結
- 國際輪椅欖球聯合會(International Wheelchair Rugby Federation)官方網頁 （页面存档备份，存于）